# Historischer Ortskern Mittersendling

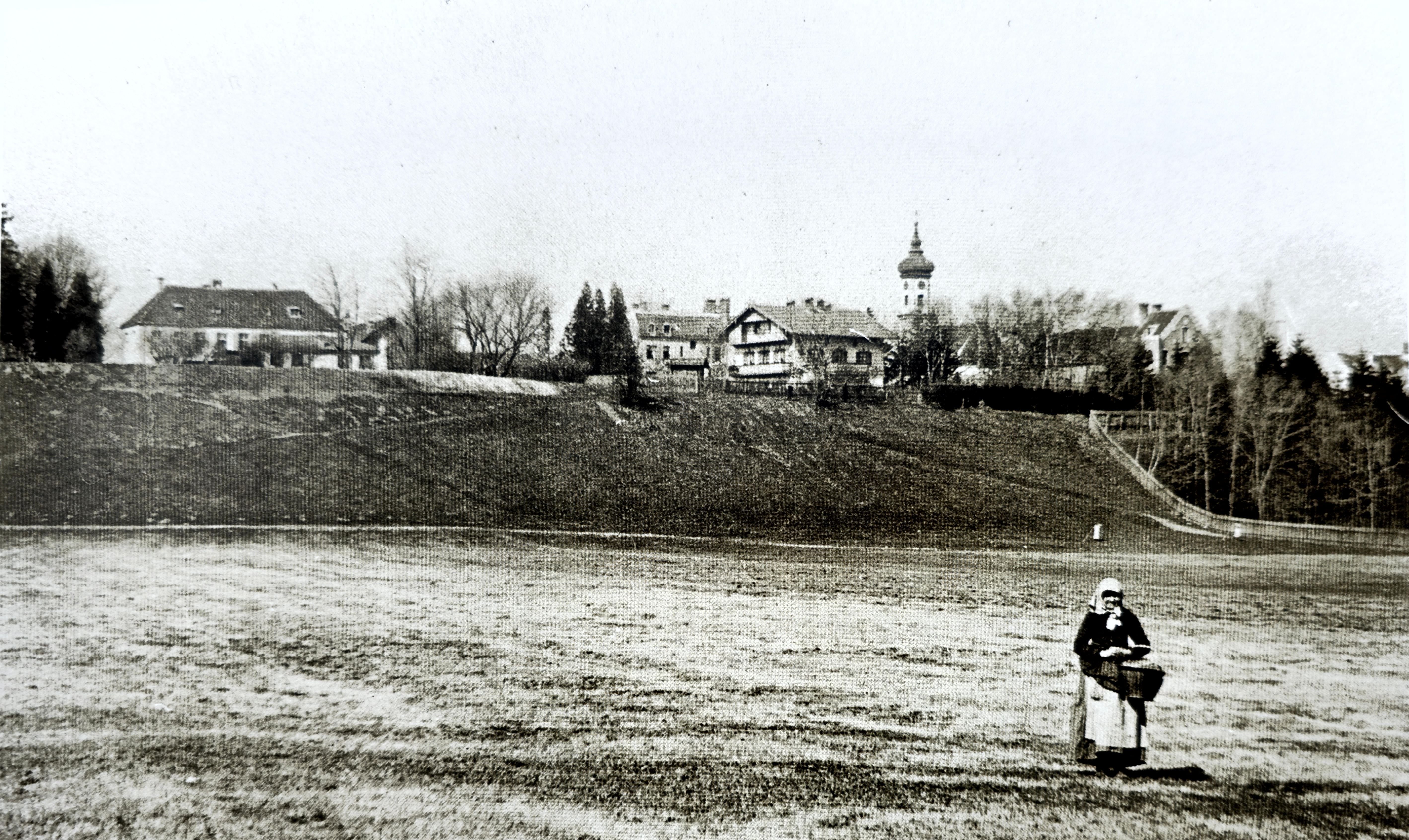
Blick vom Sendlinger Unterfeld auf Neuhofen und Mittersendlings St. Achaz-Umfeld, 1895

Der einstmals dörfliche Ortskern des im Mittelalter entstandenen Mittersendling, das sich heute überwiegend im Münchner Stadtbezirk Sendling-Westpark befindet, liegt im Südwesten des Stadtbezirks Sendling am ehemaligen Verlauf der Plinganserstraße, der heute in Engelhard- und Fallstraße unterteilt ist. Den nördlichsten Punkt bildet die Villa Plinganserstraße 64 (1890), den südlichsten Punkt um 1860 Fallstraße 26, dort lag gegenüber der Edelsitz Neuhofen und um 1890/95 Plinganserstraße 114.

## Geschichte

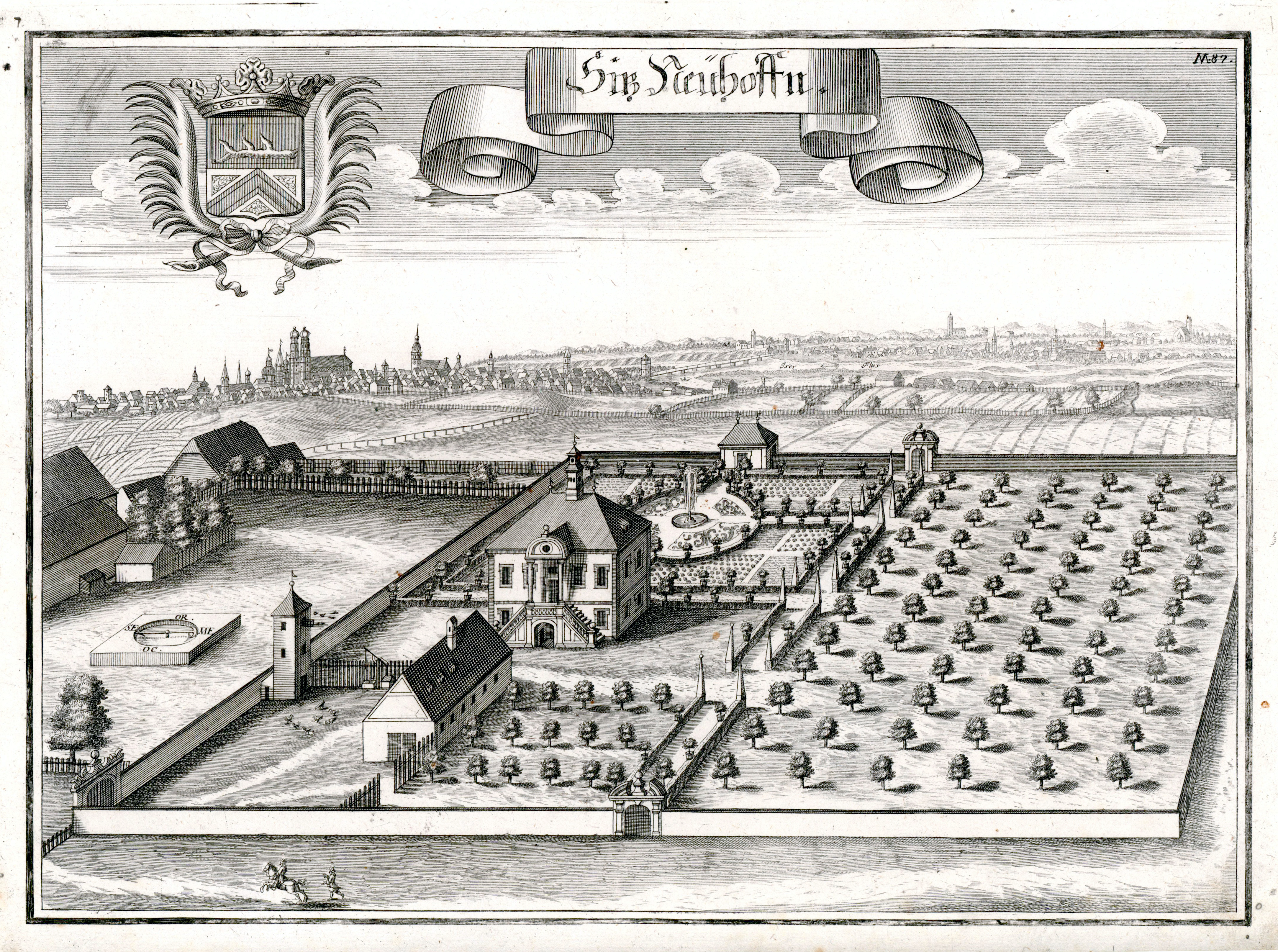
Sitz Neuhofen bei Mittersendling, Michael Wening (nach 1700)

Mittersendling ist uraltes Siedlungsgebiet, bei Fundierungsarbeiten für das Haus Plinganserstraße 142 wurde in den 1920er Jahren ein ausgedehntes Gräberfeld der Glockenbecherzeit gefunden, auch Gräber aus der Übergangszeit von der Spätantike zum Frühmittelalter wurden auf alter Mittersendlinger Flur gefunden. Wann sich der Ort Mittersendling gebildet hat, ist quellenmäßig nicht einwandfrei gesichert, erste schriftliche Hinweise unter der Bezeichnung Sentilinga finden sich im Zusammenhang mit Land- und Hofübertragungen u. a. an das Kloster Schäftlarn, wobei zwei Dokumente auf das Jahr 782 datiert werden, diese beziehen sich aber höchstwahrscheinlich auf Untersendling. Jedenfalls ist für das Jahr 1315 eine erste Kirche in Mittersendling belegt. Von 1290 bis 1808 gehörte Mittersendling mit Untersendling zum Landgericht Dachau. Seit dem Bestehen der Sendlinger Pfarrei (St. Margaret) befand sich in Mittersendling der Pfarrhof für die dem Pfarrbezirk zugehörigen Kirchen, zu der in den ersten Jahrhunderten auch Maria Thalkirchen gehörte.
Der der Pfarrei Ottendichl gehörende Distlhof am südöstlichen Ortsrand ging 1682 in die Hände des kurfürstlichen Geheimen Rates Matthias v. Jonner. Diesen Hof, dem Jonner ein kleines Schlösschen hinzufügte, erhob Kurfürst
Max Emanuel zum Edelsitz Neuhofen mit Niedergerichtsbarkeit. Im Jahr 1733 wurde das gotische Achazkirchlein von 1315 durch einen barocken Neubau ersetzt. In Folge der Neustrukturierung des bayerischen Staates durch Graf Montgelas kam Mittersendling mit dem Gemeindeedikt von 1818 zur Gemeinde Sendling. Zwei altehrwürdige Bauernhöfe wurden im zweiten Viertel des 19. Jahrhunderts in herrschaftliche Villen umgewandelt, das heutige Baudenkmal Plinganserstraße 92 im neugotischen Stil und der ehemalige Castellhof (mit der Adresse Plinganserstraße 109), der zum Sommersitz der Edlen von Ebelsberg wurde. Mitte der 1850er Jahre bekam der Ort einen eigenen Bahnhof an der neugeschaffenen Bahnstrecke München–Lenggries.

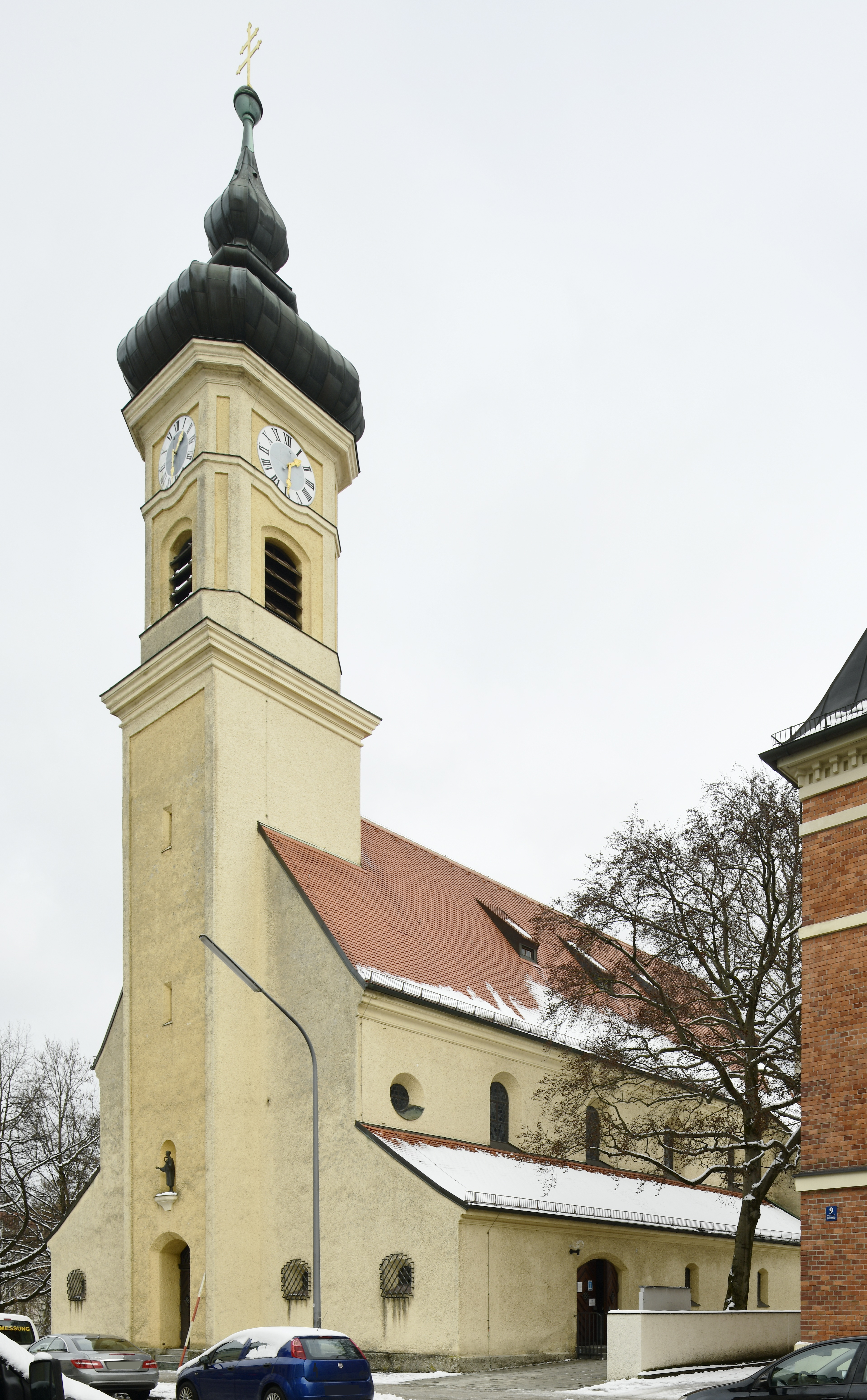
Pfarrkirche St. Achaz

Im letzten Drittel des 19. Jahrhunderts entstanden weitere Villen und kleinformatige Mietshäuser, die einige Bauernhöfe ersetzten.
Etwa 200 m südwestlich von Mittersendling, an der westlichen Seite der Bahnlinie, am Rande zur Gemeindegrenze zu Thalkirchen und zum Nachbarort Obersendling errichteten die Architekten Paul Pfann und Günther Blumentritt von September 1892 bis Oktober 1893 die Schießstätte der HSG München. Ab Mitte der 1890er Jahre dehnte sich Mittersendling zwischen der Plinganserstraße und der Bahnlinie und zwischen Neuhofen, dem Bahnhof und der Hauptschützengesellschaft weiter aus. Es entstanden die Straßen Schöttl-, Leipart-, Zech-, Tölzer- und Georg-Hallmaier-Straße mit Mietshäusern und Gewerbeanlagen. Nach 1900 dehnte sich Mittersendling langsam westlich der Bahnlinie aus, die erst nach dem Ersten Weltkrieg umfangreiche Formen annahm. Um 1910 siedelte sich die Zigarettenfabrik Zuban südlich des alten Ortskerns an, die im Laufe der Zeit zuerst an das Haus Neuerburg und anschließend an die Reemtsma Cigarettenfabriken ging. Ab 1975 war Philipp Morris im Besitz der Zigarettenfabrik, die 2008 geschlossen wurde. Zum Zigarettenwerk gehörte eine zeitgleiche repräsentative Fabrikantenvilla im barockisierenden Stil, die sich südöstlich vom Werk an der Plinganserstraße befand, von ihr ist nichts erhalten.

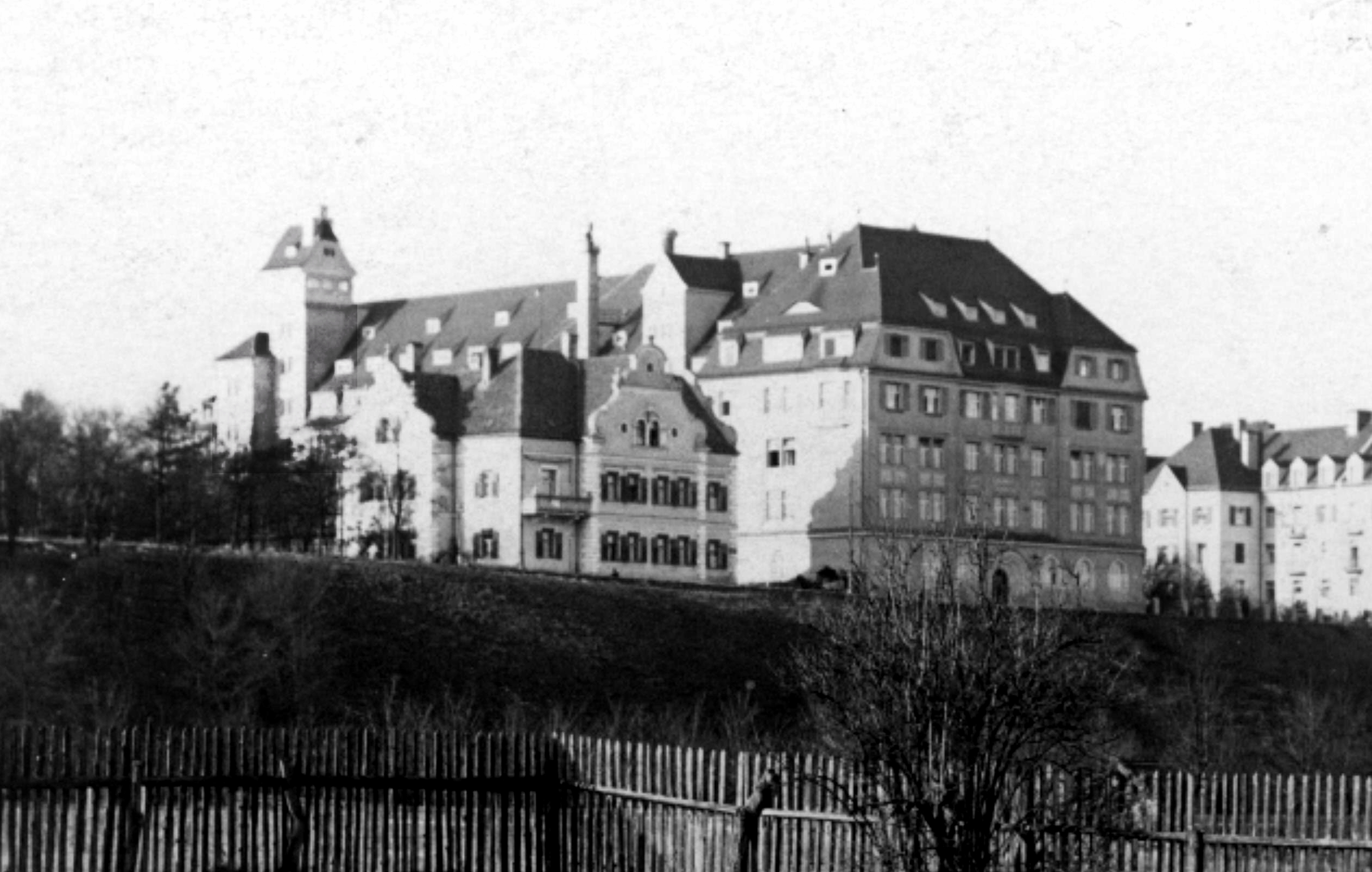
Zuban Zigarettenfabrik und Fabrikantenvilla im Jahr 1912

Während des Zweiten Weltkriegs entstand an der Isarkangkante im Bereich Mittersendlings ein großer Schutthügel mit Trümmerteilen, die die nach Bombardierungen der Stadt anfielen. Alleine hier kamen über zwei Millionen Kubikmeter Schutt zusammen, wodurch das linke Isarhochufer mit der dazugehörigen Hangkante um etwa 10 Meter nach Osten verschoben und einige Meter erhöht wurde. Auch wurde dadurch erreicht, dass die Hangkante geradliniger verläuft. So entstand mehr oder weniger der Neuhofener Berg, heute gehört dieser zu einer Parkanlage. Durch diese Situation konnte die Plinganserstraße von 1951 bis 1958 auf der heutigen, etwas weiter östlich liegenden Trasse großzügig neu ausgebaut werden, dabei wurden die Restauration Neuhofen und die Nepomukstatue (1830–60er Jahre), die der damalige Edelsitz-Besitzer Zech auf Neuhofen an der Isarhangkante aufstellen ließ, entfernt, die Statue fand an der Untermenzinger Eversbuschstraße einen neuen Standort.
Die Planungen der Stadtverwaltung München für einen Mittleren Ring in den Nachkriegsjahren kündigten tiefgreifende Änderungen für das historische Zentrum Mittersendlings an. Der Ausbau der Heckenstallerstraße wurde zunächst zwischen 1959 und 1962 im Bereich von Sendling-Westpark durchgeführt, und von Osten reichte die ausgebaute Brudermühlstraße bis an die alte Plinganserstraße. In Folge der verkehrstechnischen Vorbereitungen für die Olympischen Sommerspiele 1972 fand um 1965–70 der Durchstich durch den Ortskern statt, dabei wurden ortsgeschichtlich wertvolle Bauten beseitigt. Die alte Dorfstraße wurde verstümmelt, die 32 Meter breite Heckenstallerstraße in Troglage trennt den Nordteil (heutige Engelhardstraße) vom Südteil (heutige Fallstraße) ab, da es keine direkte Brückenverbindung gibt und die historisch prägende Bedeutung nicht mehr zur Geltung kommt.
Der Bezirksteil Mittersendling des Stadtbezirks Sendling-Westpark liegt heute westlich der Bahnlinie. Somit liegt der historische Ortskern Mittersendling nicht im gleichnamigen Bezirksteil.

## Verlorengegangene Bauten mit Kulturgut-Charakter
- Edelsitz Neuhofen, später Restauration Neuhofen: Der unter Kurfürst Max Emanuel zum Edelsitz Neuhofen mit Niedergerichtsbarkeit erhobene ehemalige durch Matthias v. Jonner zum Schlösschen erweiterte Distlhof wurde im 19. Jahrhundert zur Ausflugsgaststätte. Der immer größere Andrang führte zur Vergrößerung des Schlösschens durch die neuen Besitzer, der Bauernfamilie Kalteis, was zur Folge hatte, dass die alte Bausubstanz nicht mehr erkennbar ist. Für den Zeitpunkt des Abrisses gibt es keine Quellen (laut der Zeitreise-Funktion des BayernAtlas zwischen 1950 und 1960), die ehemals alte Adresse lautete Plinganserstraße 121.
- Sendlinger Pfarrhof: Der gemeinsame barocke Pfarrhof von St. Margaret und St. Achaz an der Plinganserstraße/Ecke Heckenstallerstraße in Mittersendling wurde der Gestaltung nach wohl zu spätbarocker Zeit um 1700 errichtet (der heutige Fußweg, der die Nordseite des Mittleren Rings begleitet, würde mitten durch das Gebäude laufen). Für den Zeitpunkt des Abrisses gibt es keine Quellen (laut der Zeitreise-Funktion des BayernAtlas zwischen 1950 und 1960), die Adresse lautete Plinganserstraße 96.
- Sommersitz von Edelsberg: Der bäuerliche Castellhof, der im Besitz der Reichsfreiherrn von Castell war, wurde um 1825/33 im klassizistischen Stil zum Sommersitz der Edlen von Edelsberg aus- und umgebaut. Ab 1880 diente die herrschaftliche Villa dem am 25. Mai 1869 gegründeten Münchener Velociped-Club als Vereinsheim. Für den Zeitpunkt des Abrisses gibt es keine Quellen (laut der Zeitreise-Funktion des BayernAtlas zwischen 1950 und 1960), die Adresse lautete Plinganserstraße 109, heute wäre es Fallstraße 3.
- Plinganserstraße 94: Einer der stattlichsten Höfe Mittersendlings war der Westermeierhof Plinganserstraße 94. Wann vor allem das Wohngebäude des etwa 60 Meter langen Einhofs die reiche Neurenaissancefassade erhielt, ist nicht bekannt. Im Jahr 1912/13 wurde der noble Westermeierhof abgerissen, um der Mietshausgruppe Engelhardstraße 30/32/34 Platz zu machen.
- Villa Plinganserstraße 113: Diese noble Villa ist ebenfalls ein umgebauter Bauernhof, im Besitz der Freifrau von Syrgenstein. Die Umgestaltung zum Schlösschen im neugotischen Stil fand 1861 statt. Um 1900 lebte in dieser Villa der Chemiker Eugen Albert mit seiner jüdischen Lebensgefährtin Ida Hamburger. Das Bauwerk, das heute die Adresse Plinganserstraße 90 hätte, wurde im Zuge des Brudermühlstraßen-Ausbaus 1952 abgerissen.
- Ausflugsgaststätte Weinbauer: Das Bauwerk entstand im Jahr 1875. Der Bau war im historisierenden Stilmix aus Schweizer- und Heimatstil gestaltet und befand sich zwischen Plinganserstraße 64 und Engelhardstraße 12. Heute steht dort das große Bürogebäude Engelhardstraße 6, in dem unter anderem die Münchner Taxizentrale beheimatet ist.

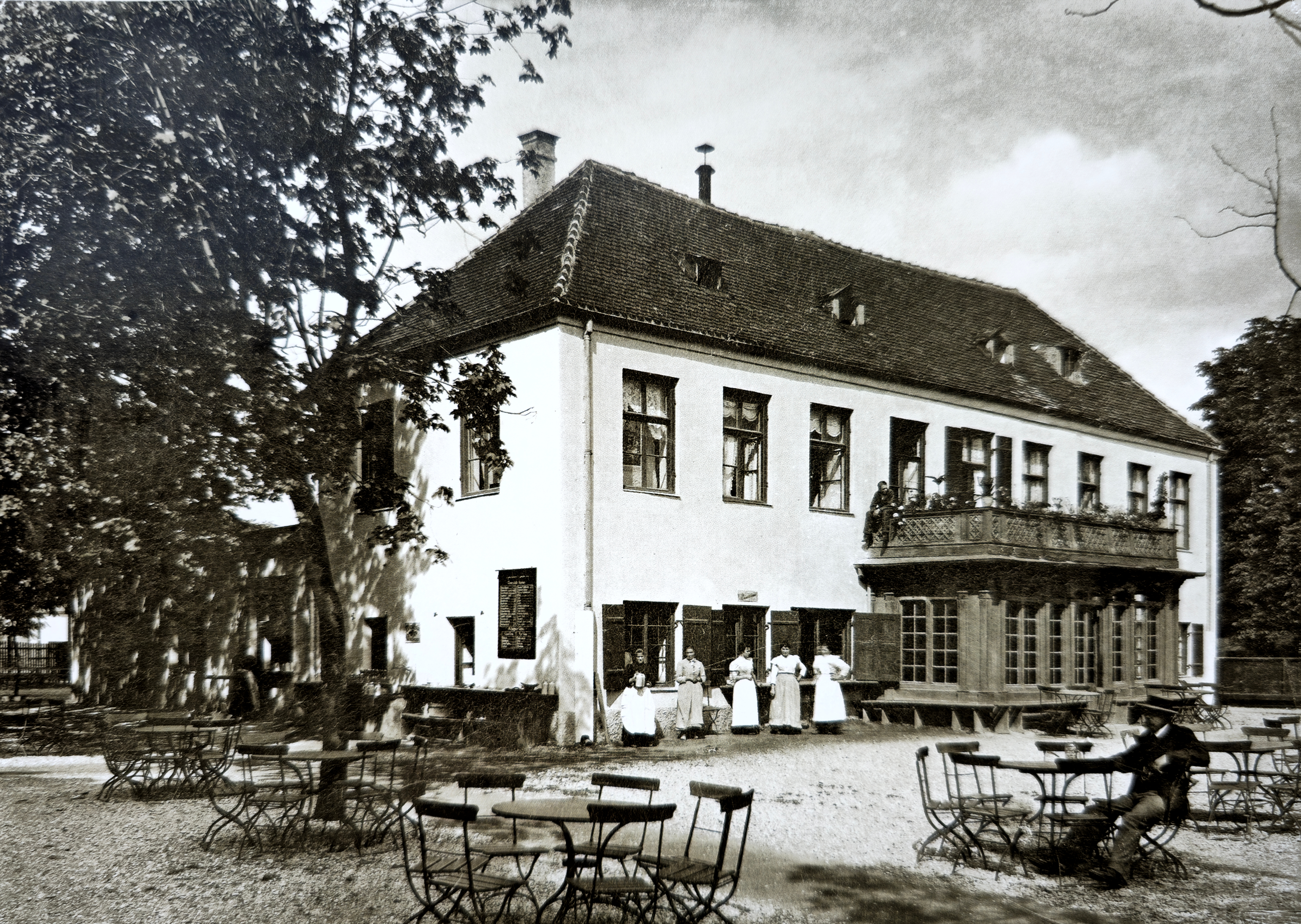
Restauration Neuhofen (1898), ehemals Edelsitz Neuhofen
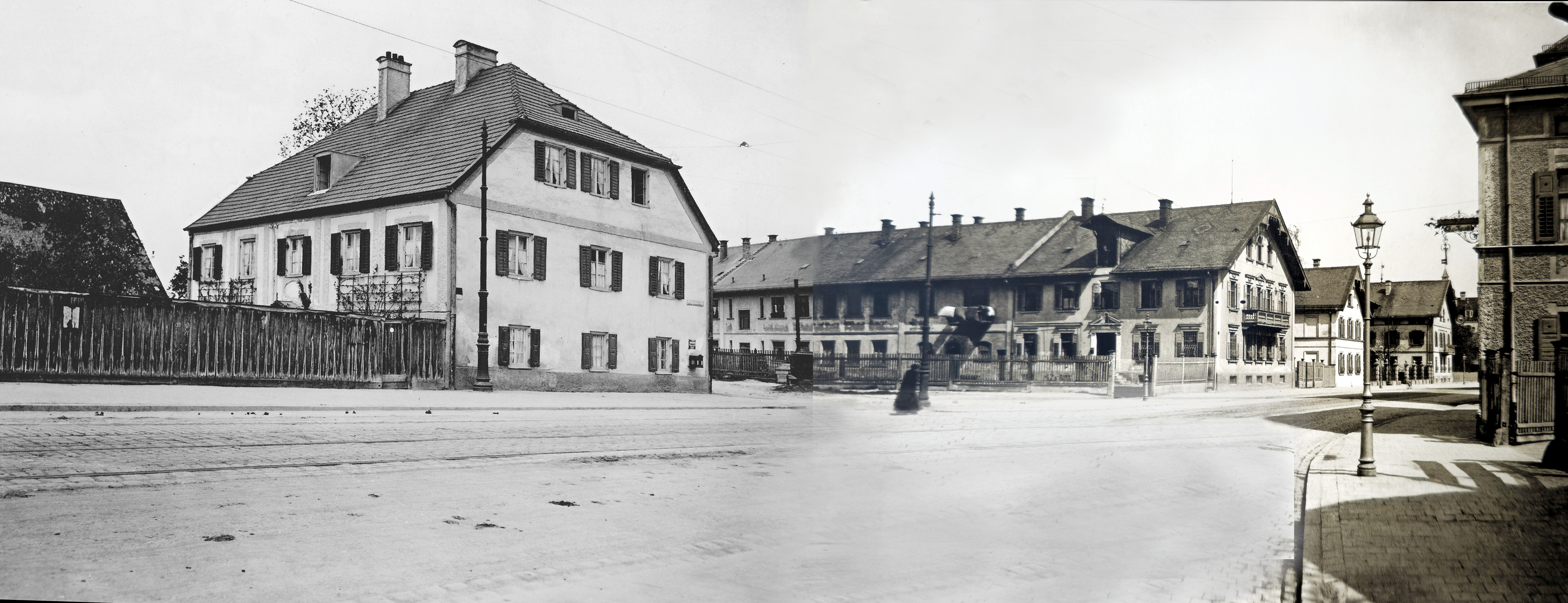
Pfarrhof und Plinganserstraße 94 (Mitte) um 1910
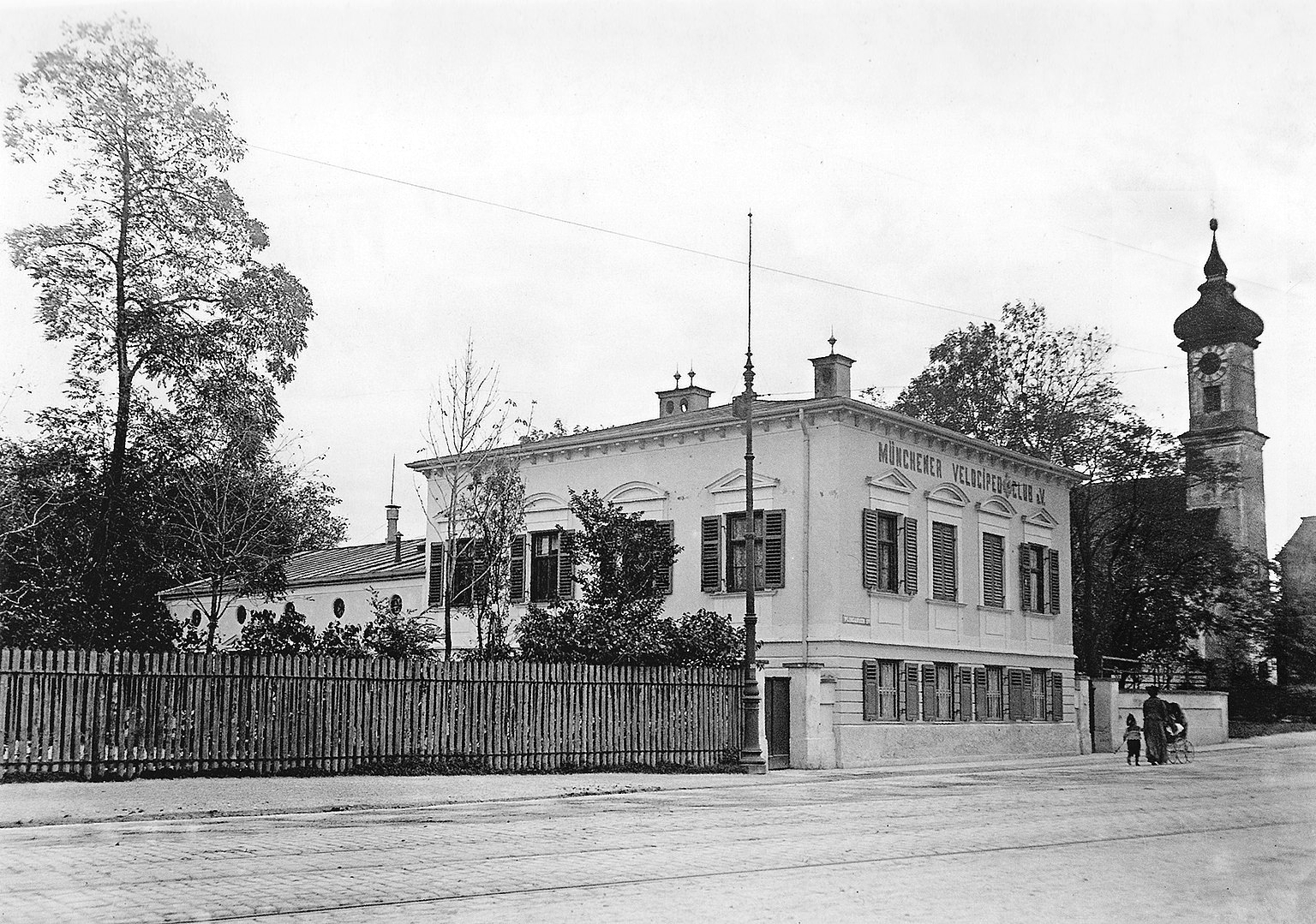
Ehemals adliger Sommersitz, ab 1880 Vereinsheim des Münchner Velocipedclubs
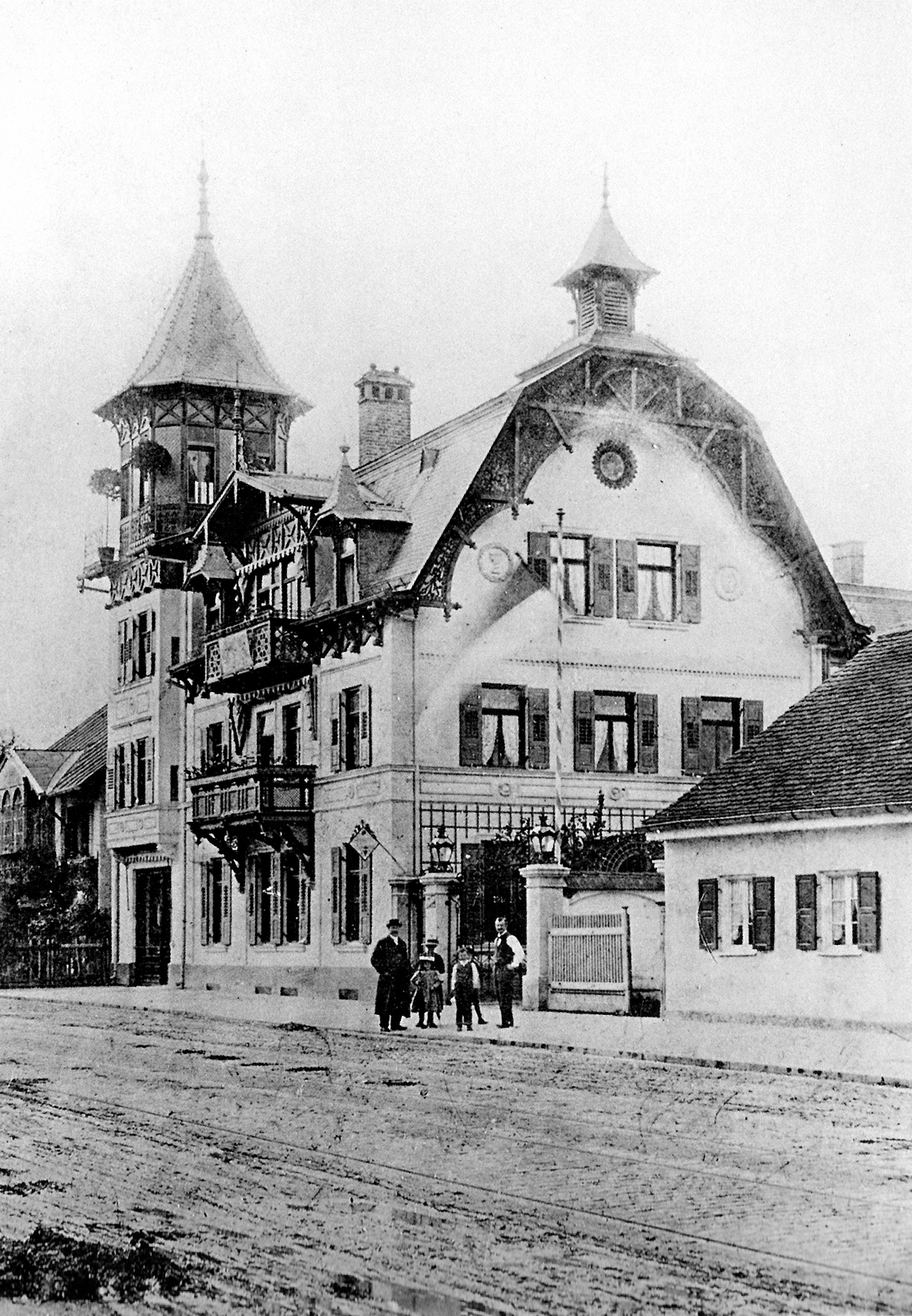
Ausflugsgaststätte Weinbauer (1905)
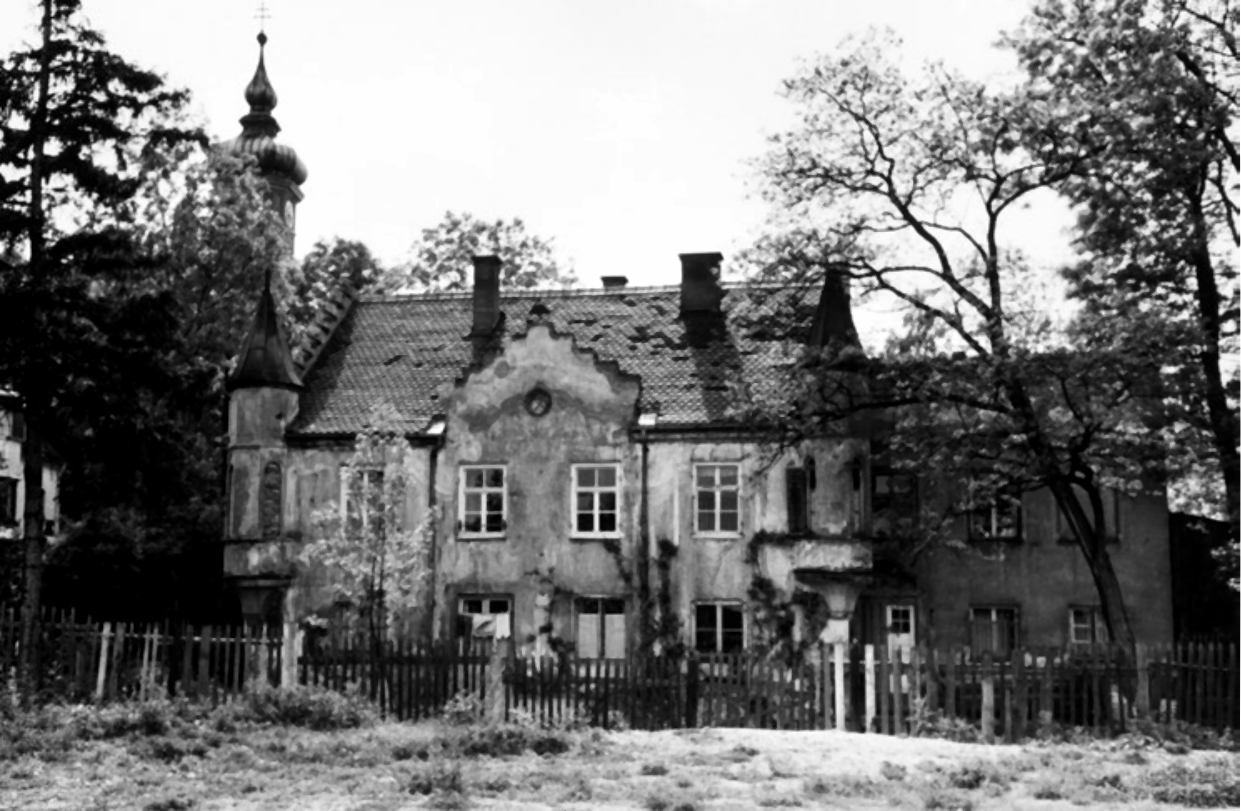
Villa Plinganserstraße 113

## Erhaltene Bauten des noch dörflich geprägten Mittersendling
- Kath. Pfarrkirche St. Achaz: Das Gotteshaus (Fallstraße 7) ist der dritte Sakralbau an dieser Stelle, der dem Hl. Achatius geweiht ist. Ein gotischer Vorgängerbau aus dem 14. Jahrhundert musste dem barocken Neubau von J.G. Ettenhofer weichen. Als die alte Kirche zu klein wurde, wurde 1927 ein größerer Neubau im neobarocken Stil nach Plänen von Richard Steidle errichtet. Das äußere Erscheinungsbild wurde weitgehend dem des Vorgängerbaus angeglichen. Das Holztonnengewölbe im Inneren ist mit einem Deckengemälde von Bauer (1928) verziert, die barocken Altäre sind aus der Vorgängerkirche. Beachtenswert sind zudem die gotischen Skulpturen des Hl. Dionysius und Juliana, ursprünglich aus Schäftlarn. Nur in Abbildungen erhalten sind die C.D. Asam zugeschriebenen Fresken. Vor der Verlegung der Plinganserstraße hatte die Kirche die Anschrift Plinganserstraße 117. Plinganserstraße 92 Engelhardstraße 35

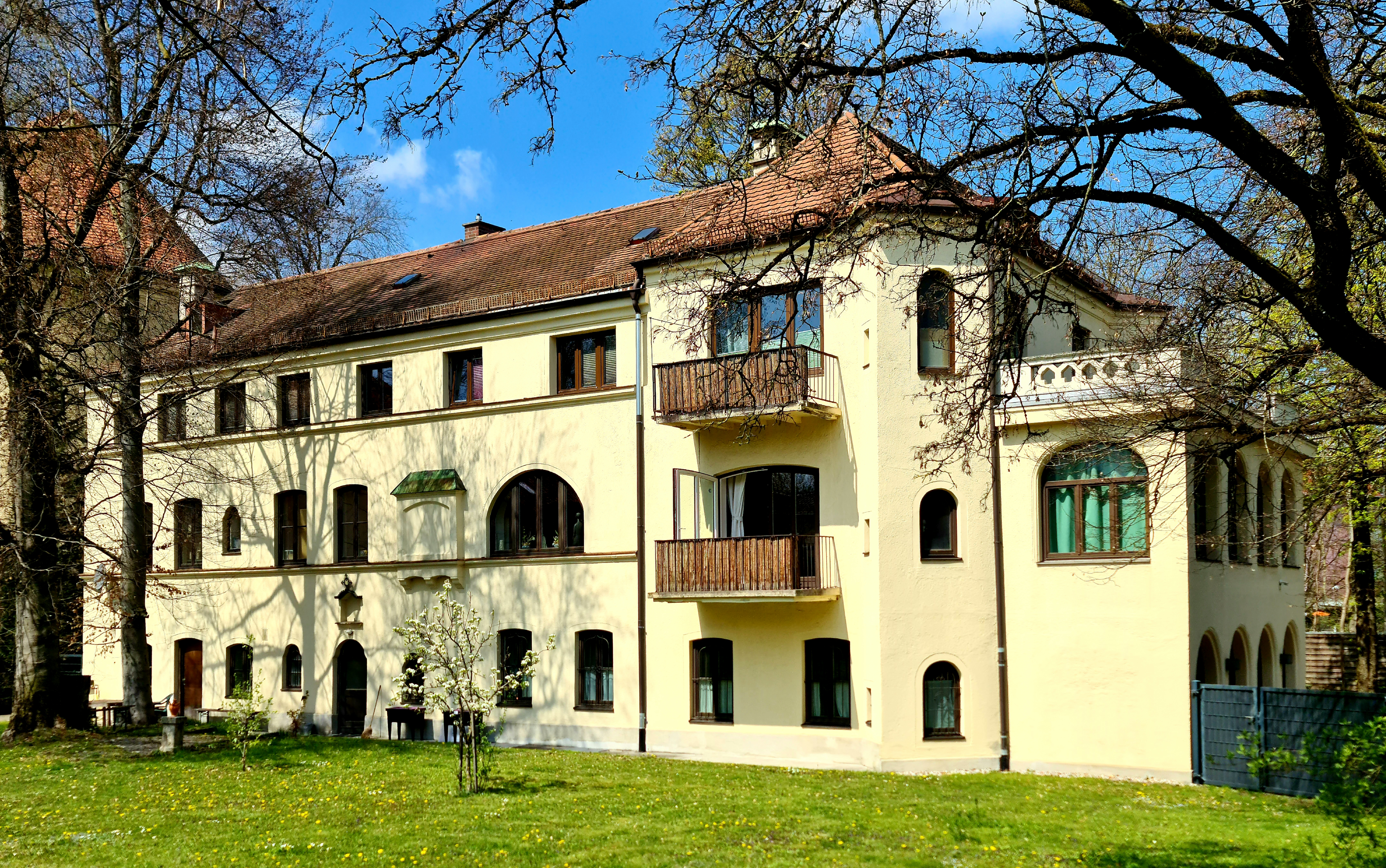
Plinganserstraße 92

Engelhardstraße 35

- Plinganserstraße 92: Ehemalige Villa in historischen Formen; im Kern ein bäuerliches Anwesen, durch Umgebauten in den Jahren 1861, 1869 und 1887 im neugotischen Stil; nach Kriegsschäden 1949 verändert wiederaufgebaut.
- Plinganserstraße 64: Ehemalige Villa des Verlegers und Buchdruckers Benno Heller im Neurenaissancestil, 1890 von Andreas Ostler.
- Plinganserstraße 114: Abwechslungsreich mit oktogonen Eckturm gestaltete Villa im neugotischen Stil, um 1875.
- Fallstraße 11a: Landhausstilvilla, im Jahr 1891 von Albert Lenz für die Landwirtsfamilie und Neuhofen-Inhaber Kalteis errichtet; seit 1939 Pfarrhaus von St. Achaz.
- Engelhardstraße 35: Das Bauwerk besteht aus zwei Teilen, dem straßenseitigen zweigeschossigen Bau mit Mezzaningeschoss und dem zeitgleichen östlich rückwärtigen Zweigeschossteil. Das Gebäude ist vielleicht aus einem Bauernhof hervorgegangen. Auf einem Foto von 1910 hatte das Gebäude einen Ausleger mit einem Schlüssel. Das Haus ist bereits auf dem Plan von 1866 eingezeichnet, ist aber nicht denkmalgeschützt. Die alte Adresse lautete Plinganserstraße 107.
- Fallstraße 9–11: Zwei vorstädtisch bemessene Mietshäuser, Fallstraße 11 (und 13) auf dem Grund des ehemaligen Ökonomiehofs der Familie Kalteis;  Neurenaissance, Eckbau in Backstein, 1888; Heimatschutzarchitektur mit Schopfwalm, 1926–27 von Isidor Zehetmayr.
- Engelhardstraße 26/28: Ehemaliger Bauernhof von Mitte 19. Jahrhundert, danach Städtischer Bauhof und seit Jahren befinden sich hier die Sportstätten der Freie Turnerschaft München Süd e.V.; Straßeneinfriedung: rustizierte Steinpfeiler mit reich geschmiedetem Tor und Gittern, um 1900.
- Plinganserstraße 112: Villa im neugotischen Stil, 1878 von Hans Saliter.

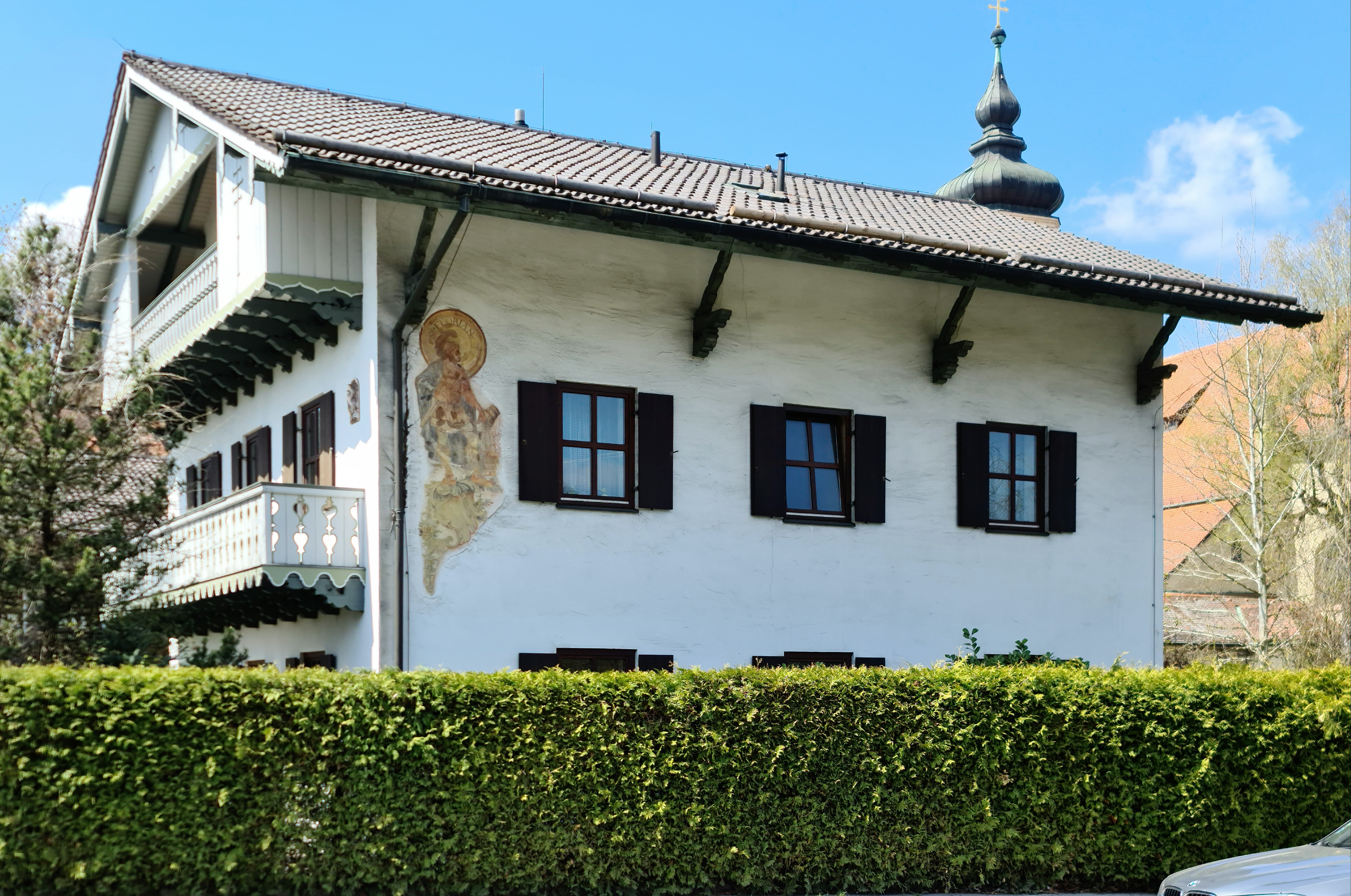
Fallstraße 11a
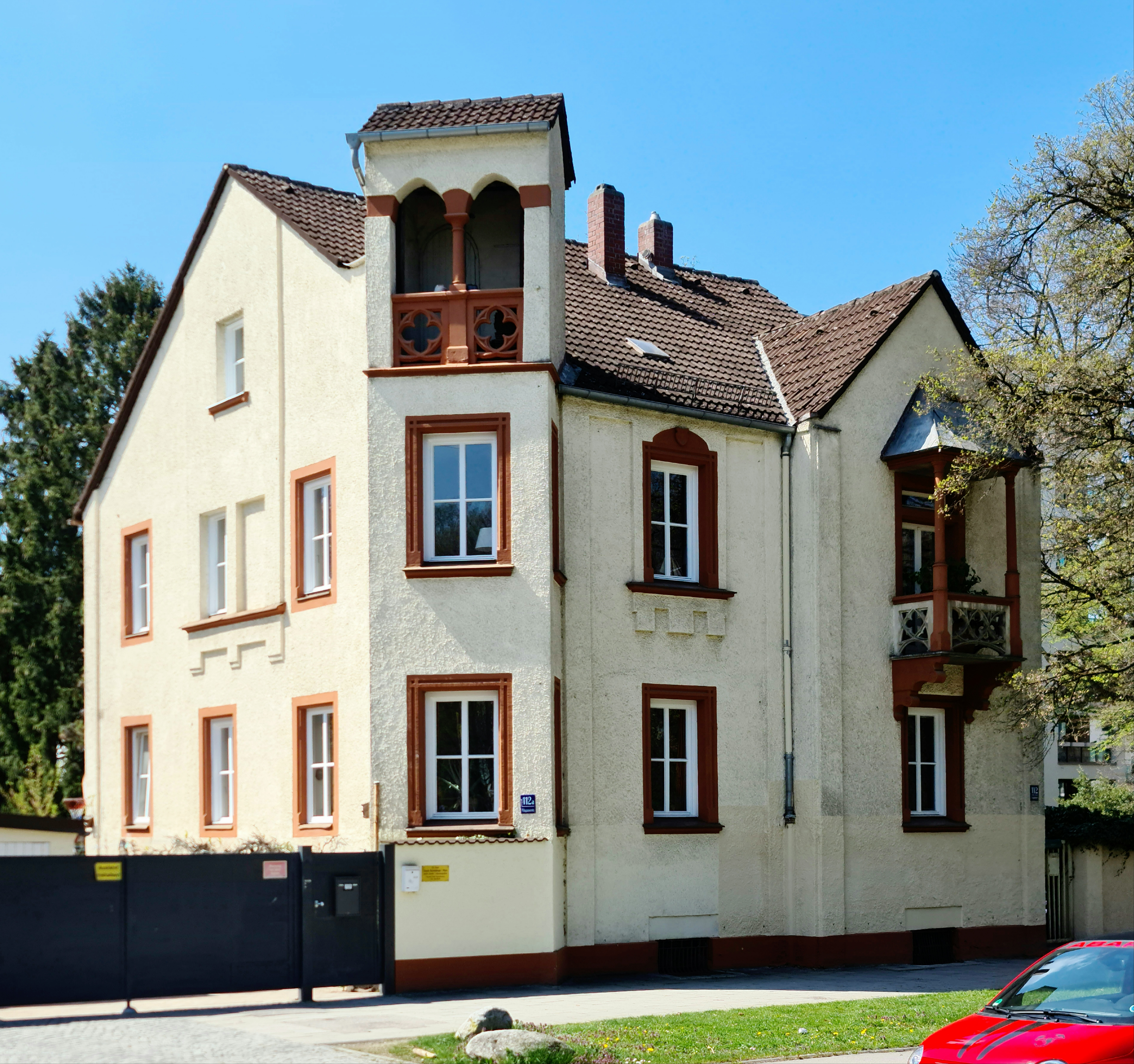
Plinganserstraße 112
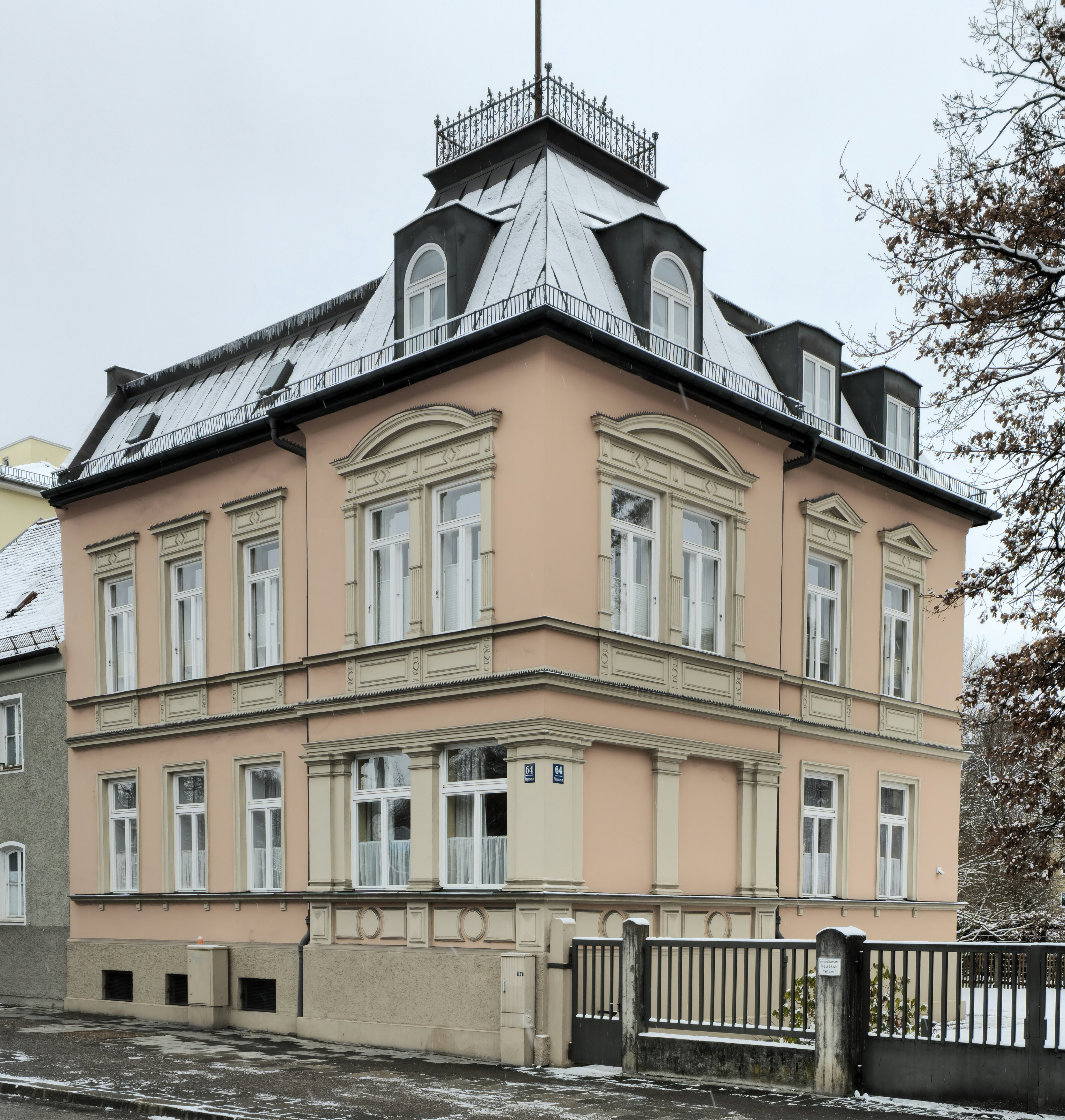
Plinganserstraße 64
Engelhardstraße 26/28
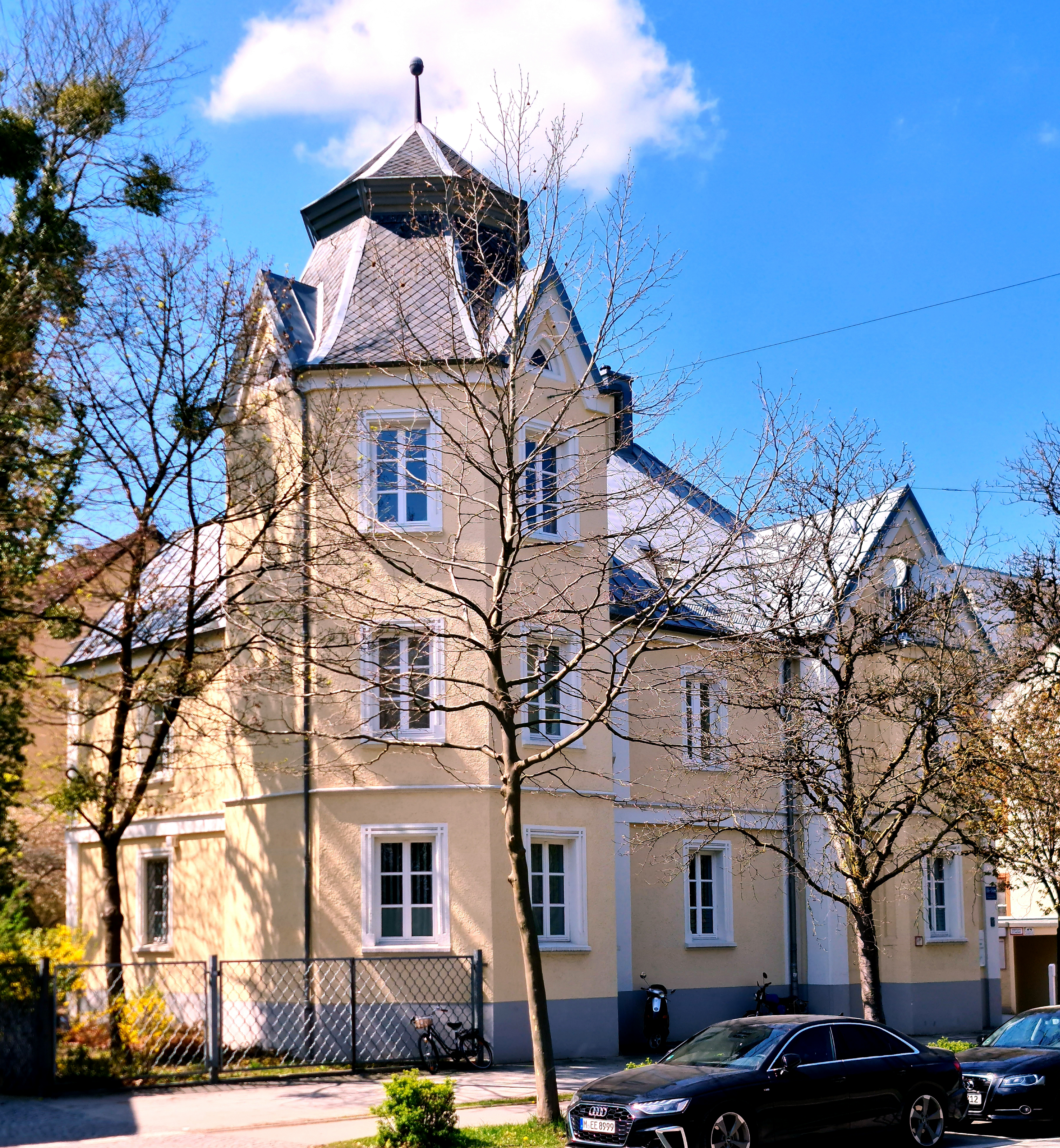
Plinganserstraße 114
Fallstraße 9–11

### Weitere Baudenkmäler im Ortskern
- Engelhardstraße 12: großstädtisches Mietshaus von 1902, prunkvoll verziert im Neurenaissancestil mit barocken und historisierenden Jugendstil-Anleihen; mit Eckturm und Hausmadonna, reichte ursprünglich weit in die Sylvensteinstraße hinein, der dort liegende Teil wurde im 2. Weltkrieg zerstört und nicht wieder aufgebaut.
- Engelhardstraße 30/32/34: Mietshausgruppe historisierend, um 1913 von Eduard Herbert und Otho Orlando Kurz. Hier stand der etwa 60 m lange im Neorenaissancestil nobel-reichverzierte Einhof Plinganserstraße 94.
- Fallstraße 18: Neubarockes Mietshaus, mit Erker und Ecktürmchen, stuckiert, bezeichnet 1902, von Alois Lechleiter.
- Fallstraße 20: Neubarockes Mietshaus, 1901–02 von Konrad Böhm, Fassadentektur von Alois Lechleiter.
- Fallstraße 24: Jugendstil-Mietshaus, bezeichnet 1909, von Paul Breitsameter.
- Fallstraße 26: Mietshaus, breitgelagerter historisierender Eckbau, um 1910.
- Leipartstraße 21: Neubarockes Mietshaus, mit Stuckdekor, 1901–02 von Rosa Barbist.
- Schöttlstraße 9: Jugendstil-Mietshaus, mit Stuckdekor, 1902 von Franz Hammel.
- Schöttlstraße 10: Gasthaus zur Sendlinger Ratsstube, großstädtischer neubarocker Eckbau, mit Stuckdekor, Eckerker und Türmchen, 1901 von Alois Lechleiter.
- Schöttlstraße 12: Neubarockes Mietshaus, mit Lisenengliederung, 1901 von Konrad Böhm.
- Schöttlstraße 14: Jugendstil-Mietshaus, mit sehr reichem vegetabilischem Stuckdekor, bezeichnet 1902.
- Schöttlstraße 16: Jugendstil-Mietshaus, 1902–04 von Georg Müller, vereinfacht.
- Zechstraße 2–10a/Fallstraße 38: Kleinwohnanlage des Bauvereins Selbsthilfe; Gruppenbauten aus drei Mietshausblöcken, zusammengefasst als viergeschossige Walmdachbauten mit Erkern, kleinen Balkonen, Zwerchhäusern, Giebeln und Dachgauben, im Reformstil, vom Baubüro Heilmann & Littmann, 1911/12.

Schöttlstraße 10–16 u. Fallstraße 18–20
Fallstraße 22–26
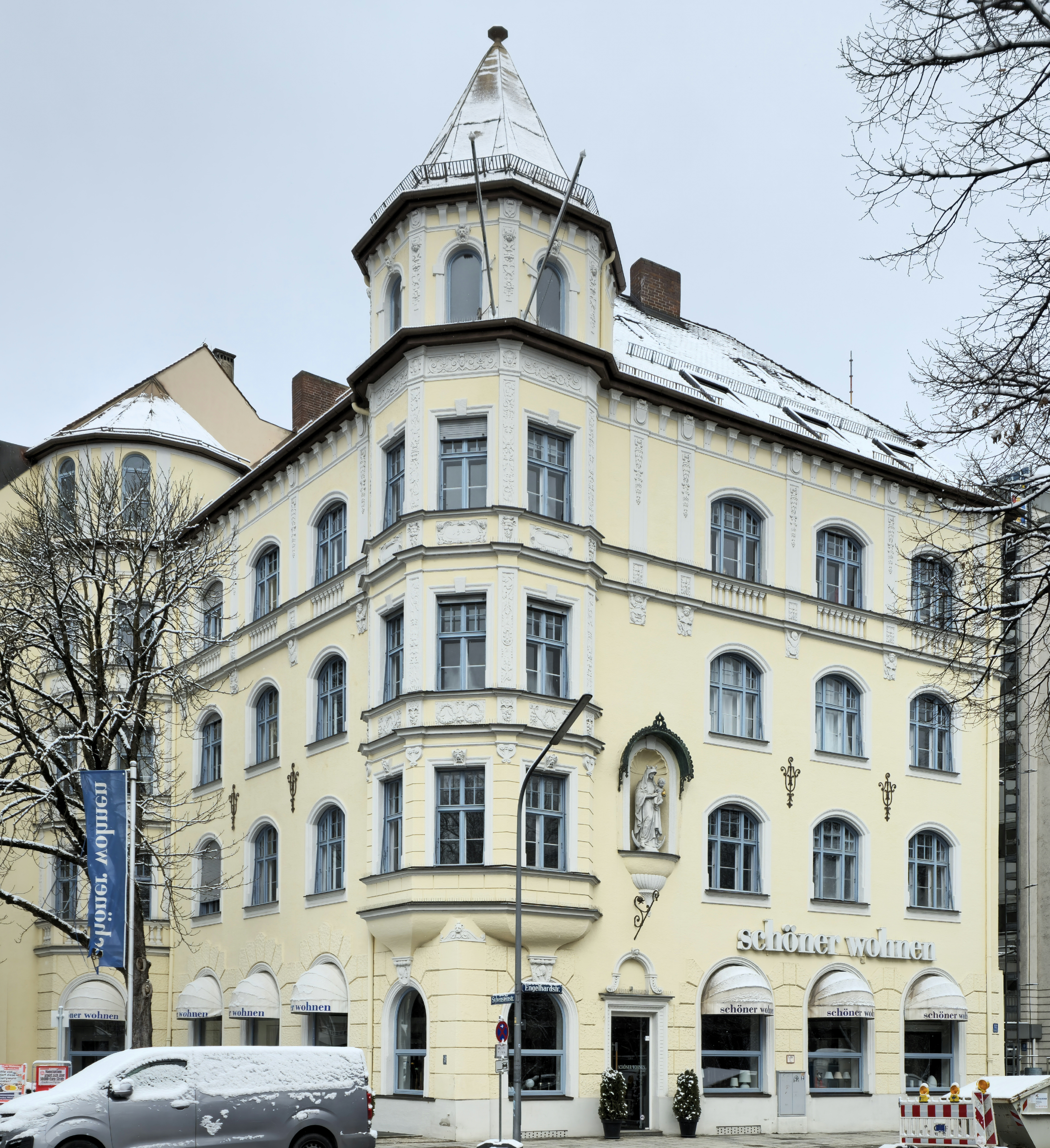
Engelhardstraße 12
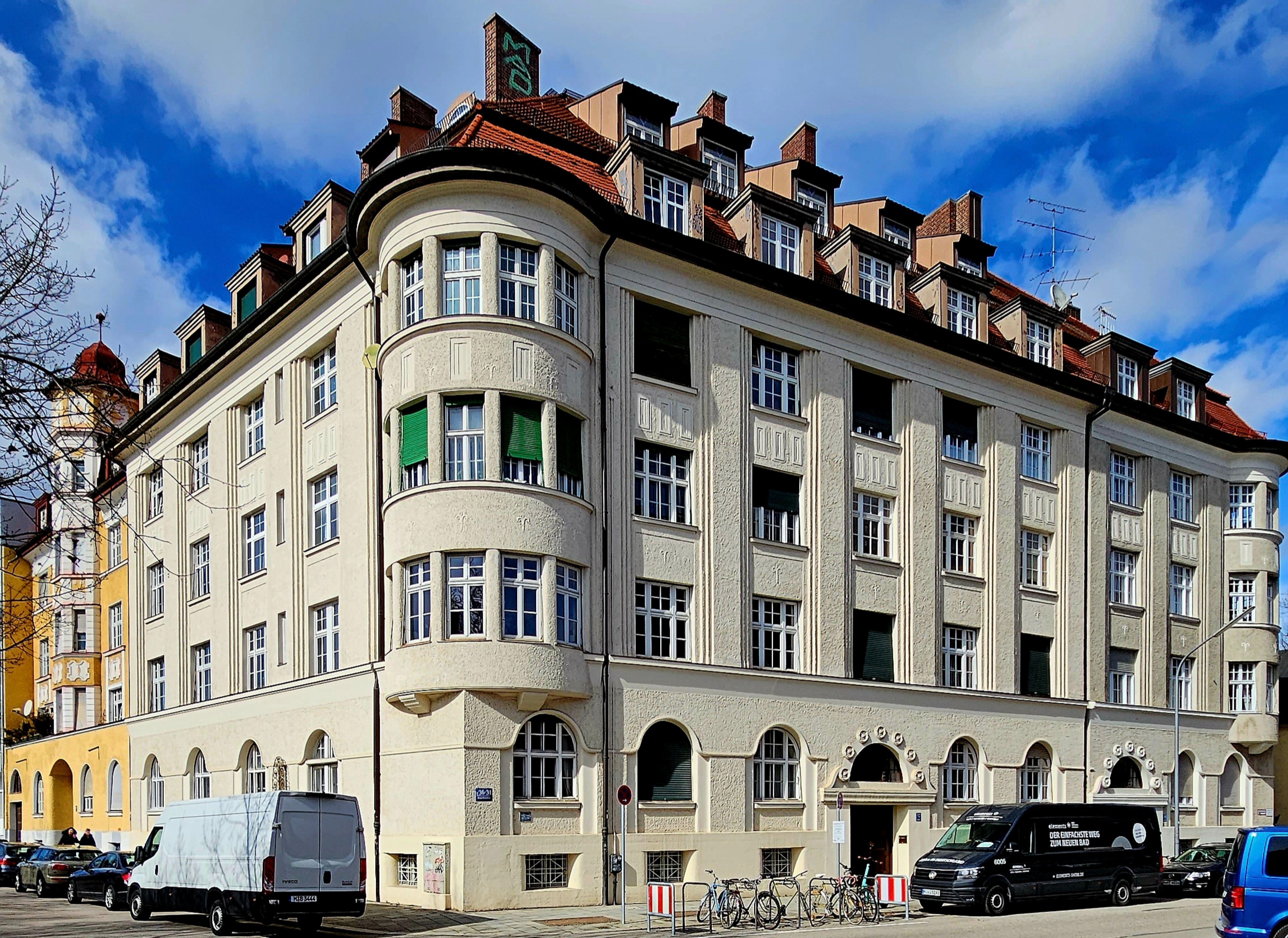
Engelhardstraße 30–34
Georg-Hallmeier-Straße 8–10 u. Leipartstraße 21–23